# Tentúgal
Tentúgal é uma vila portuguesa, sede da Freguesia de Tentúgal do Município de Montemor-o-Velho, freguesia com 34,48 km² de área e 2046 habitantes (censo de 2021), tendo, por isso, uma densidade populacional de 59,3 hab./km².
A povoação de Tentúgal foi elevada à categoria de vila em 1991.
As povoações da freguesia são as seguintes: Casal das Barreiras, Casal dos Craveiros, Casal Fernando, Casal dos Leiteiros, Casal dos Lourenços, Casal do Penas, Casal dos Saraivas, Fontainhas, Moinho Novo, Morraçã, Outeiro Longo, Pochos, Portela, Porto Espinheiro, Póvoa de Santa Cristina, Ribeira dos Moinhos e Tentúgal.

## História
A mais antiga referência documental a Tentúgal data do ano de 980. Nos séculos X e XI, andou em poder, ora de muçulmanos, ora de cristãos, até que, em 1034, foi reconquistada aos mouros, por Gonçalo Trastamires, aquando da tomada de Montemor-o-Velho.
Tentúgal recebeu carta de foral, em 1108, passada pelos condes D. Henrique e D. Tereza, tendo esta última confirmado o mesmo, no ano de 1124.
Faz parte integrante do distrito de Coimbra e foi sede de concelho e vila, até meados do século XIX (ano de 1853).
Foi reelevada à categoria de vila, em 20 de Junho de 1991(Lei nº 93/91, de 16 de Agosto).
O concelho de Tentúgal, se não tivesse sido extinto por decreto de 31 de dezembro de 1853, actualmente englobaria uma área geográfica de 75,21 km², com uma população total de cerca de 10 milhares de residentes. Na sua extinção as freguesias de Lamarosa, de São Martinho de Árvore e de São Silvestre passaram a integrar o concelho de Coimbra e as de Tentúgal e de Meãs do Campo passaram para o concelho de Montemor-o-Velho, ao qual pertencem atualmente.
Em Tentúgal foi criado um condado pelo rei D. João III, o Condado de Tentúgal.

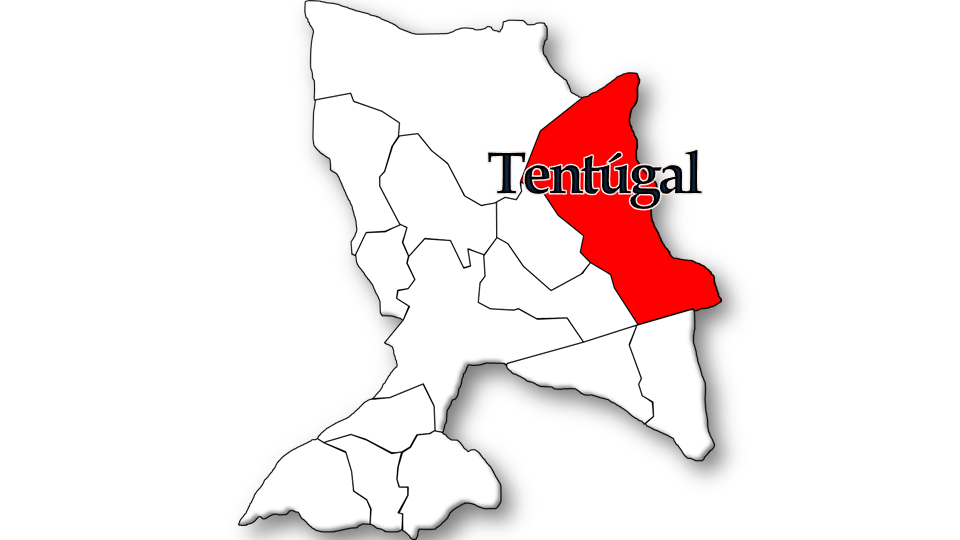
Localização no Município de Montemor-o-Velho

## Demografia
A população registada nos censos foi:
| Distribuição da População por Grupos Etários | Distribuição da População por Grupos Etários | Distribuição da População por Grupos Etários | Distribuição da População por Grupos Etários | Distribuição da População por Grupos Etários |
| -------------------------------------------- | -------------------------------------------- | -------------------------------------------- | -------------------------------------------- | -------------------------------------------- |
| Ano                                          | 0-14 Anos                                    | 15-24 Anos                                   | 25-64 Anos                                   | > 65 Anos                                    |
| 2001                                         | 326                                          | 299                                          | 1158                                         | 492                                          |
| 2011                                         | 248                                          | 234                                          | 1137                                         | 522                                          |
| 2021                                         | 225                                          | 196                                          | 1064                                         | 561                                          |

## Personalidade
- Sesnando Davides (m. 1093), conde de Coimbra

## Património
- Casa com a janela Manuelina e jardins da Quinta do Lapuz
- Igreja da Misericórdia de Tentúgal
- Santa Casa da Misericórdia de Tentúgal
- Igreja Matriz de Tentúgal ou Igreja de Santa Maria de Mourão ou Igreja de Nossa Senhora da Assunção
- Cruzeiro da Igreja Matriz
- Hospital de São Pedro e de São Domingos, da Misericórdia
- Convento de Nossa Senhora do Carmo de Tentúgal
- Igreja de Nossa Senhora do Carmo, integrada no complexo do Convento das freiras Carmelitas
- Pelourinho de Póvoa de Santa Cristina
- Igreja da Póvoa de Santa Cristina
- Torre do Relógio (Antigo Castelo de Tentúgal)
- Paço dos Duques de Cadaval ou Paço do Infante D. Pedro ou Paço dos Condes de Tentúgal
- Capela de Nossa Senhora dos Olivais, onde é venerada a Santa Luzia
- Capela Nossa Senhora das Dores
- Convento de Santa Cristina da Póvoa, no monte de Santo Onofre, atualmente em ruínas
- Busto do Dr. Armando Gonçalves, médico, humanista e benemérito

## Gastronomia
A Vila de Tentúgal é mais conhecida pelos famosos pastéis de Tentúgal, um doce tradicional de origem conventual.